# Stjepan Hauser
Stjepan Hauser   (Pula, 15 de juny de 1986), AFI [stjêpaːn xǎuser], és un violoncel·lista croat. És membre de 2Cellos, juntament amb Luka Šulić.

## Primers anys i formació musical
Hauser va néixer a Pula, Croàcia, en una família musical, on va iniciar la seva formació musical. La seva mare és percussionista. Té una germana periodista a Pula. Hauser va acabar l'escola secundària a Rijeka. Va estudiar a Zagreb i Londres, i després als Estats Units sota la direcció de Bernard Greenhouse.

## Carrera
Hauser ha actuat en més de 40 països de tots els continents, incloent debuts amb èxit al Wigmore Hall, Royal Albert Hall, Concertgebouw, Southbank Centre i molts més. Ha estat guardonat en concursos i premis internacionals del Regne Unit com ara la PLG Young Artists Auditions 2009, J & A Beare Solo Bach Competition del 2009, NYOS Staffa Award del 2009, Philharmonia Orchestra – Martin Musical Scholarship Fund 2009 & 2008, l'Eastbourne Symphony Orchestra Young Soloist Competition 2009 & 2007, Concurs internacional de joves artistes de Tunbridge Wells del 2008 & 2006, Computers in Personnel International Concerto Competition 2008, Frankopan Fund Award 2006, i el MBF Music Education Award 2006 & 2005. També és guanyador de premis de concursos internacionals de violoncel i premis com ara l'Adam International Cello Festival and Competition a Nova Zelanda el 2009, i el VTB Capital Prize for Young Cellists 2009. En conjunt, Stjepan ha aconseguit un total de 21 primers premis, entre competicions nacionals i internacionals, i, en conseqüència, fou convidat a tocar dos cops a concerts de gala per al Carles de Gal·les al Palau de Buckingham i al Palau de Saint James.
Hauser ha treballat amb els violoncel·listes més reconeguts, com ara Mstislav Rostropóvitx, Bernard Greenhouse, Heinrich Schiff, Frans Helmerson, Arto Noras, Ralph Kirshbaum, Valter Despalj, Philippe Muller, Thomas Demenga, Young-Chang Cho, Reinhard Latzko, Karine Georgian, Roel Dieltiens i Aleksandr Ivaixkin, per esmentar-ne alguns. Va completar els seus estudis universitaris amb Natalia Pavlutskaya al Trinity College of Music, ara Trinity Laban, a Londres i estudis de postgrau amb Ralph Kirshbaum com a Dorothy Stone Scholar al Royal Northern College of Music de Manchester i amb Bernard Greenhouse als Estats Units.
Stjepan fou un dels últims violoncel·listes que el gran Mstislav Rostropóvitx va sentir abans de la seva mort al concert de gala que va tenir lloc al Palazzo Vecchio de Florència. Després de l'èxit d'aquesta aparició, Stjepan ha estat convidat a actuar als festivals més prestigiosos d'Europa. A l'International Holland Music Sessions del 2009, va ser escollit per participar en el cicle de concerts "New Masters on Tour", on va presentar joves artistes en prestigioses sales de concerts d'arreu d'Europa
Junt amb la violinista eslovena Lana Trotovsek i el pianista japonès Yoko Misumi, Hauser va ser membre del famós Greenwich Trio descrit pel llegendari violoncel·lista Bernard Greenhouse com el "New Beaux Arts Trio". El trio ha guanyat diversos primers premis en concursos internacionals de música de cambra al Regne Unit, Bèlgica i Itàlia. El Greenwich Trio compta ara amb col·laboracions periòdiques amb els mítics Bernard Greenhouse, Mennahem Pressler, Ivry Gitlis, Stephen Kovacevich i Rivko Golani i ha col·laborat també amb el Beaux Arts Trio, el Trio Fontenay el Quartet Amadeus i l'Alban Berg Quartett. El març del 2008 van interpretar el Triple Concert de Beethoven amb el director d'orquestra Barry Wordsworth i, al setembre del mateix any, van tocar al festival d'obertura del Kings Place, Londres, amb totes les entrades esgotades.
Posteriorment, Hauser va passar a fer treballs en solitari, inclòs el seu enregistrament del Primer Concert per a violoncel del compositor britànic Christopher Ball, escrit pel compositor específicament per a ell. L'àlbum, Christopher Ball: Music for Cello, es va gravar a la primera interpretació en directe del concert el 2010 i compta amb '’antiga membre de Greenwich Trio, Yoko Misumi, al piano.
A més, l'11 de juny de 2009 Hauser va llançar el seu canal a YouTube, que al maig del 2020 havia assolit més de 270 milions de visualitzacions.
El gener de 2011, Hauser, juntament amb el seu amic i company violoncel·lista Luka Šulić, van interpretar una versió de la famosa cançó "Smooth Criminal" de Michael Jackson, tocada únicament amb violoncel. En pocs dies, el vídeo musical d'aquesta versió es va convertir en una sensació a YouTube.
Sota el nom 2Cellos, Hauser i Šulić van enregistrar un àlbum amb Sony Music Entertainment, que es va publicar el juliol del 2011.
A principis del 2011, Hauser va gravar un àlbum amb el seu company croat Damir Urban. L'àlbum, titulat Urban and Hauser, es va publicar l'estiu del 2011. També a la primavera del 2011, va gravar un àlbum amb l'estrella del pop croat Oliver Dragojević. L'àlbum, Noć nek' tiho svira, es va publicar a l'octubre de 2011. A la tardor, juntament amb Luka Šulić, va començar a fer gires com a membre de l'Elton John Band. Des d'aleshores, ha actuat amb la banda centenars de vegades, en gira per tot el món, i a Las Vegas, Nevada, a la gala de concerts de The Million Dollar Piano al Coliseu del Caesars Palace. Al novembre de 2011 va publicar un altre àlbum clàssic: Brahms, Beethoven & Bruch for Clarinet, Cello & Piano de nou amb Yoko Misumi i la clarinetista Leslie Craven.
El gener del 2012, van aparèixer com a convidats musicals especials a la reeixida sèrie de televisió de la Fox Glee, on van interpretar "Smooth Criminal" a l'episodi d'homenatge a Michael Jackson. Aquesta va ser la primera vegada que un duet instrumental actuava a la sèrie com a convidat. L'arranjament de la cançó de 2Cellos, que va comptar amb els actors Grant Gustin i Naya Rivera, es va vendre molt bé, i va debutar al número 10 de la Billboard Hot 100 Digital Songs Chart i va arribar al seu Top 100 d'àlbums de debut.
Al maig de 2012, Hauser va guanyar quatre premis Porin, dos amb Luka Šulić (2Cellos), i els altres dos per la seva col·laboració amb Damir Urban al seu àlbum Urban & Hauser.
Posteriorment Hauser va guanyar un premi Porin addicional per al millor llançament de vídeo, juntament amb Luka Šulić (2CELLOS) i Dušan Kranjc (bateria) pel seu DVD Arena Zagreb.
A finals del 2012 i principis del 2013, es va publicar un segon àlbum de 2CELLOS, titulat In2ition.
Des del llançament del segon àlbum, passa la major part del seu temps fent gires, ja fos com a membre de 2CELLOS, o amb Elton John. A principis del 2015 es va publicar un tercer àlbum anomenat Celloverse, just abans d'una gira de 38 ciutats als Estats Units.
El quart àlbum de 2CELLOS, col·lecció de música de pel·lícules, es va gravar amb l'Orquestra Simfònica de Londres i es va publicar el 2017. La primera actuació en directe es va celebrar el desembre de 2016, a l'Òpera de Sydney (Austràlia) i està disponible en DVD.
El cinquè àlbum de 2CELLOS, Let There Be Cello, es va publicar el 2018.
El darrer àlbum de debut de Stjepan Hauser Hauser Classic va ser llançat el 7 de febrer de 2020, en el qual actua al costat de l'Orquestra Simfònica de Londres.
Durant la quarantena de la COVID-19, incapaç de fer la gira en suport del seu àlbum en solitari, Hauser va llançar dues actuacions a través de streaming en directe. La primera, "Hauser: Alone Together", llançada el 27 d'abril de 2020 es va representar l'Arena Pula, a la ciutat natal de Stjepan, Pula, Croàcia. La segona, també titulada "Hauser: Alone Together", es va representar al Parc Nacional de Krka, a les cascades de Krka. El segon vídeo es va publicar el 15 de juny del 2020 per celebrar el 34è aniversari de l'artista.

## Premis i condecoracions
- Orde de la Danica Hrvatska amb la cara de Marko Marulić per la seva especial contribució a la cultura i promoció de Croàcia al món.